# Association des jeux du Commonwealth de Jersey
Association des jeux du Commonwealth de Jersey , en anglais Commonwealth Games Association of Jersey (GCAJ) est une association régit depuis 2003 par la "Loi (1862) sur les teneures en fidéicommis et l’incorporation d’associations" qui est responsable du mouvement des Jeux du Commonwealth dans la dépendance de la Couronne britannique de Jersey.
Jersey ne possède pas de comité national olympique puisque les athlètes concourent sous la bannière de l'association olympique britannique (Team GB).
L'association est charge de représenter la nation auprès des instances des jeux du Commonwealth et de préparer la délégation des athlètes aux compétitions.

## Historique
L'association est créée en 1957 et participe aux Jeux de l'Empire britannique et du Commonwealth de 1958 à Cardiff. L'équipe Jersey a depuis participé à toutes les éditions avec notamment une médaille d'or en 1990 (Colin Mallett - Tir sportif).

## Associations membres
- Natation
- Athlétisme
- Badminton
- Cyclisme
- Gymnastique
- Judo
- Boulingrin (Lawn Bowls)
- Tir sportif
- Squash
- Tennis de table
- Triathlon
- Tir à l'arc